# Smoking
Smoking, IPA-uttal: [ˈsmoːkiŋ] eller [ˈsməʊkiŋ], är en typ av aftondräkt för herrar.

## Historik

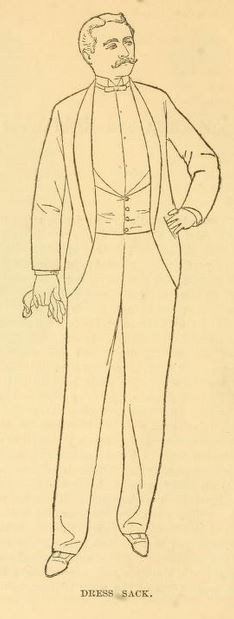
Amerikansk smoking, 1888.

Den svenska benämningen, som bland annat även används på tyska, kommer från engelskans "smoking jacket", ungefär "rökrock", men används inte i engelsktalande länder. Där kallas plagget i stället "dinner jacket" på brittisk engelska och "tuxedo" på amerikansk engelska. I båda varianterna kallas stilnivån för "black tie".
Rökrocken påstås ha introducerats av Edvard VII av Storbritannien, innan han blev kung, som ett plagg som frackklädda herrar bar vid sina rökpauser för att damerna inte skulle besväras av röklukten därefter. När smokingen först användes i USA är omstritt, men den fick sitt amerikanska namn tuxedo efter klubben Tuxedo Park. Maggördeln hämtades från brittiska Indien efter första världskriget.

## Klädselschema för smoking
- Smokingkavaj, även smokingrock: Vanligen svart kavaj med långa slag, framkanterna vanligen rundade, med eller utan sidenbeläggning[2]. Kavajen är med eller utan bröstficka, sidfickor med eller utan lock.[2] Vanligast är enkelknäppt, men stundom förekommer dubbelknäppt smoking.[2] Kavajen bärs öppen eller knäppt.[2] Vit smokingkavaj ska vid tillställningar endast bäras på sommaren eller på varmare breddgrader,[2] men byxorna ska aldrig vara vita.
- Smokingbyxor: Vanligen svarta långbyxor med svarta revärer i siden, byxorna nedtill snett skurna, så att de baktill når klackens överkant och framtill ligger över foten utan att rynkas, vilket även gäller för frackbyxor.[2]
- Smokingväst: En svart urringad väst med eller utan slag, Om västen saknar slag kan den ha en stärkt linnebård. Västens och kavajens urringningar är lika djupa.[2]
- Skjorta: En vit skjorta med plisserat bröst, så kallade stråveck, och cutaway-krage eller snibbkrage. Även  tid bars vit stärkskjorta med styvt veck[2], då i regel utan plissering men med en randig struktur i tyget. Under 1970-talet var smokingsskjortor stundtals försedda med krås. Till skjortans ärmar ska manschettknappar användas. Vissa skjortor saknar fastsydda knappar och till sådana används svarta bröstknappar i silver- eller guldinfattning.
- Näsduk: En vit silkesnäsduk i bröstfickan som ett smalt band synlig ovan dess kant.[2]
- Gördel istället för svart väst förekommer, men bruket av detta varierar. Historiskt har detta inte varit vanligt i Sverige.[2]
- Svart fluga. Vid sorg bäres vit rosett av slätt tyg utan pique-ring eller annat inslag[2]. När dessa "regler" togs fram fanns inte färdigknuten fluga, varför handknuten dito bäres till smoking.
- Svarta hängslen som fästes i fastsydda knappar på insidan av byxlinningen.
- Strumpor: Svarta silkesstrumpor.[2]
- Smycken: Skjortknappar i vitt eller guld, manschettknappar i samma färg, klockkedja över västen. Vid begravning svarta knappar.[2]
- Skor: Svarta lackskor eller polerade svarta herrskor av Oxfordtyp. Aldrig damasker[2]. De mer excentriska bär de lika korrekta operapumpsen med liten sidenrosett eller de något informella sidentofflorna med brodyr.
- Överplagg: Mörk paletå och vit kragskyddare.[2]
- Handskar: Vita glacéhandskar eller vita gants de Suéde, men inte inomhus.[2]

Trubbiga slag förekommer, men anses vara felaktigt av många. Historiskt sett har det funnits en viss skillnad i formalitetsgrad mellan sjalslagsmodellen och modellen med spetsiga slag. Detta på grund av att spetsiga slag är hämtat från frackens kavaj medan sjalslagen kommer från rökrocken, vilken är en mindre formell klädsel än fracken. Smokingkavajer med spetsiga slag har ibland knapphål på slagen där en blomma (sk. corsage) eller ordensbouton kan placeras. Detta förekommer även på kavajer med sjalslag men är inte lika vanligt.
Om kavajen är enkelknäppt är den vanligen försedd med endast en knapp – ibland två, men aldrig tre. Kavajen är oftast utan slitsar men även sidoslitsar förekommer. Kavajens fickor är oftast av passpoaltyp.

## Stilnivå

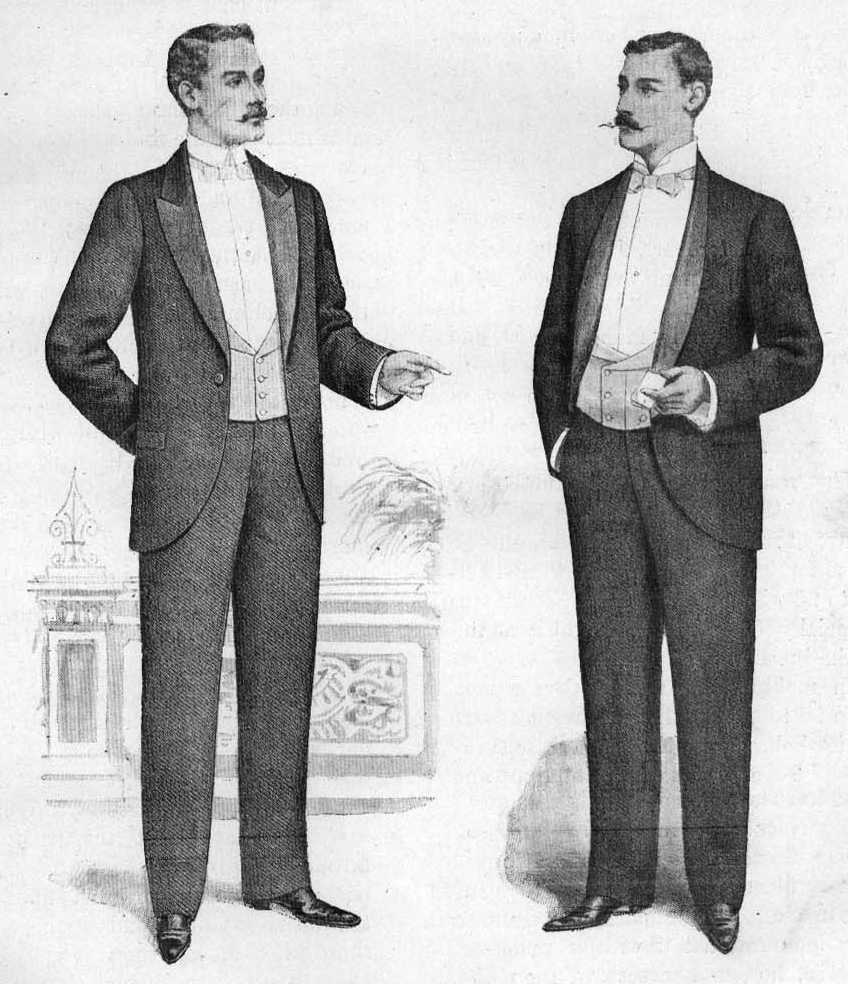
Engelsk smoking, 1898.

Smokingens stilnivå ligger över kavaj (alltså blå kostym), men under civil högtidsdräkt (det vill säga frack eller jackett) och högtidsdräkt (alltså folkdräkt eller mässuniform).
Smokingen är ett aftonplagg och ska bara undantagsvis bäras före klockan 17, annat än av personer som använder den som tjänstedräkt, exempelvis servitörer.
- Bal, utom vid solenn bal
- Studentexamen (examinander bär smoking – examensgäster, censorer och lärare bär förmiddagsdräkt)
- Operabesök
- Galaföreställning (utom de som sitter på parkett 1:a raden, som i allmänhet bär högtidsdräkt)
- Restaurantbesök
- Soaré
- Supébjudning
- Teaterbesök (på de kungliga teatrarna bäres aftondräkt, på mindre teatrar kavaj eller vardagsdräkt)

## För damer
Aftondräkt är i första hand aftonklänning för damer. Detta innebär mörk eller ljus, numera[Oklart om numera är källans 1923, eller dagens 2022?] ofta kort, klänning, urringad och ärmlös. Ofta hör en jacka till klänningen. Till aftondräkten kan medaljer och ordnar bäras.
I andra hand kan även en mellanklänning användas. Detta innebär mörk eller ljus klänning av lättare tyg, vanligen obetydligt urringad och med långa ärmar. Galaklänning godtages såsom aftondräkt. På offentliga lokaler som föreskriver aftondräkt för besökande, fungerar i allmänhet även promenadklänning.

## För officerare
Liten mässdräkt eller sällskapsdräkt, som även innefattar stor mässdräkt, får bäras vid samkväm då aftondräkt är påbjuden. Officersaspirant, yrkes- och reservofficer samt hemvärnsmän från sergeants grad får representera Försvarsmakten i sällskapsdräkt m/1986 (armén), m/1878 (marinen) respektive m/1938 (flygvapnet) när smoking är påbjuden. Dräkten anskaffas och vidmakthålls på den enskildes bekostnad och används endast vid enskilt uppträdande i festsammanhang. Den ersätter inte högtidsdräkt eller trupp- paraddräkt vid parader, militära- och civila officiella ceremonier m.m. Sidogevär får inte bäras men får medföras för ceremoni i slutet sällskap. Till liten mässdräkt i marinen och flygvapnet bärs i regel vit väst/livskärp vid sammankomst med inbjudna civila av båda könen. Mörk väst bärs i regel vid sammankomst internt på förband eller fartyg.

## Medaljer och ordnar
Till smoking bärs högst ett halskors eller en medalj av 12:e storleken. Minnestecken, riddartecken eller medaljer bärs i miniatyr på vänstra slaget. Minnestecken, riddartecken eller medaljer i originalstorlek bärs inte till smoking. Observera att utmärkelser i band på bröstet måste monteras ifall de är två eller fler. Detta gäller även medaljer i original (som inte bärs till smoking). Till smoking och kavaj kan en ordensknapp (bouton) eller clips i knapphålet ange ordensinnehav. Detta gäller även när civil högtidsdräkt utan ordnar är påbjudet.

## Smokingetikett
Det finns smokingar i andra färger än svart och vit, men de är avsedda att vara artistklädsel snarare än festplagg. Midnattsblå smoking accepteras dock av vissa som alternativ till svart smoking.
Smoking används i hela västvärlden på premiärer, cocktailpartyn, supéer och galor. Smokingen är också vanlig vid formella tillfällen i Nordamerika, där den i allmänhet bärs med väst och svart fluga, även vid bröllop. Eftersom smokingen är ett utpräglat festplagg är det på många håll i Europa otänkbart att bära smoking i kyrkan.
När herrar bär smoking förväntas damer ha "smokingklänning" – en klänning som når ner under knäna men som visar fötterna. Både herrar och damer kan bära mässuniform. En smokingfest är ett av få tillfällen när folkdräkt är inte är lämpligt.